# مديرية المخادر

تعديل مصدري - تعديل

مديرية المخادر إحدى مديريات محافظة إب في وسط اليمن. بلغ عدد سكانها 113892 نسمة عام 2004.